# ПУМБ
ПУМБ (Перший Український Міжнародний Банк) — український приватний комерційний банк, з 2019 року визначений системно важливим. Належить промислово-фінансовій групі «СКМ». Заснований у грудні 1991 року зі штаб-квартирою в Києві.
Всеукраїнська мережа відділень банку нараховує понад 172 установи в усіх областях України. Станом на 1 січня 2018 року банк обслуговував 1,2 млн приватних та більше 40 тисяч корпоративних клієнтів.

## Історія
1991—2005

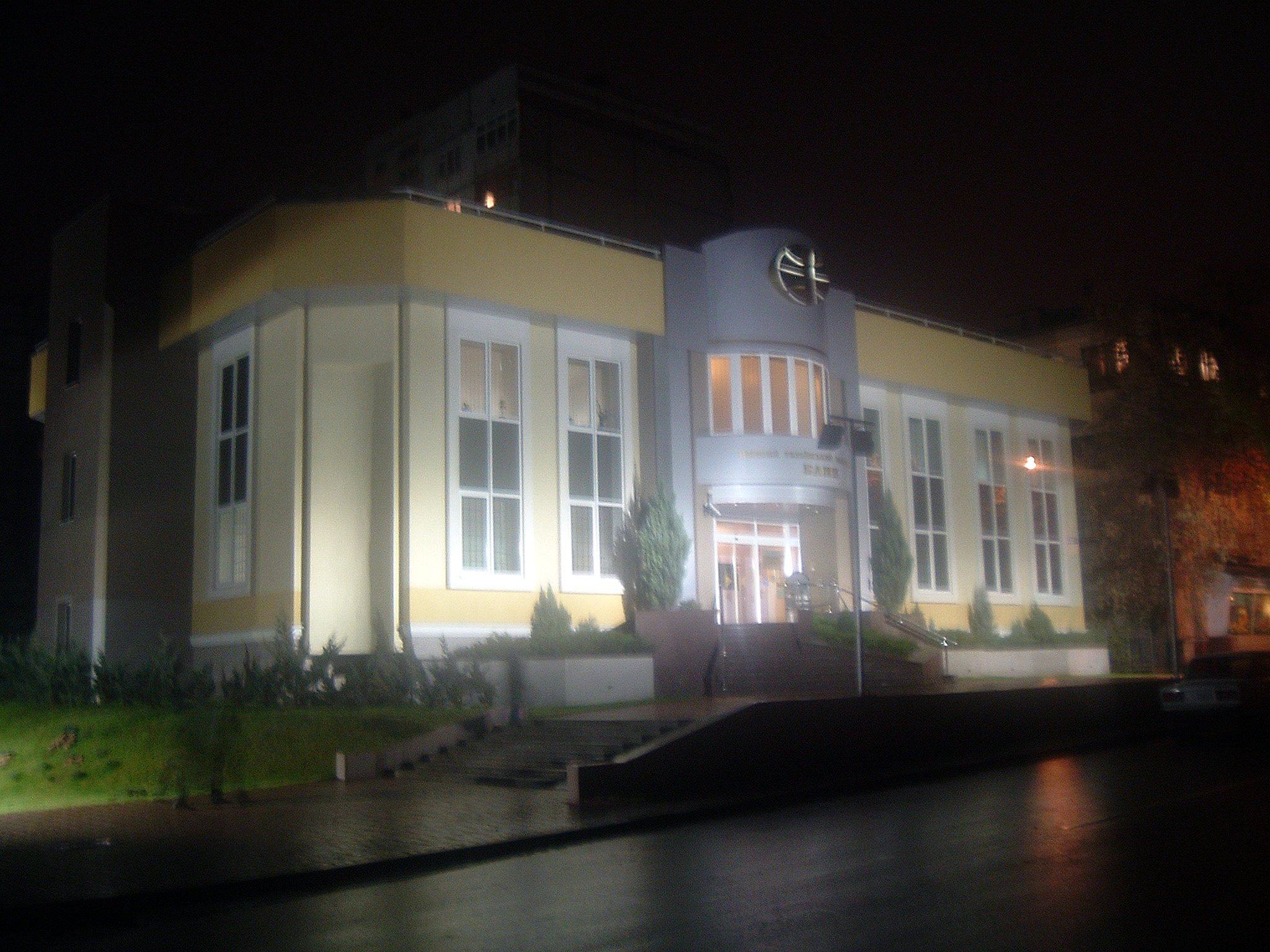
Відділення банку у Луганську, 2005

Перший Український Міжнародний Банк був створений як закрите акціонерне товариство 20 листопада 1991 року 23 грудня 1991 року банк був зареєстрований Національним банком України. У квітні 1992 року ПУМБ почав здійснювати банківські операції.
У 1992 році ПУМБ першим з українських банків розпочав складати фінансову звітність згідно з міжнародними стандартами обліку та підтверджувати її у провідних аудиторських компаній. Також ПУМБ одним з перших емітував власну платіжну картку (1993). У 1995 році ПУМБ отримав кредит ЄБРР у розмірі 13 млн доларів США. У 1998 році банк створив власний Процесинговий центр. З цього ж 1998 року ПУМБ почав співробітництво з міжнародними рейтинговими агентствами. У 2002 році був відкритий депозитарій ПУМБ, а у 2004 році почав роботу резервний центр банку.
2005—2010
У 2005 році «СКМ Фінанс» консолідував 99 % акцій банку в групі СКМ. В 2007 році банк провів дебютну емісію єврооблігацій на загальну суму 275 млн дол. США строком обігу на 3 роки.  

Логотип банку з 2006 по 2024 рік

18 вересня 2006 року ПУМБ та банки-партнери створили об'єднану мережу банкоматів під спільним брендом «Радіус», транзакції якої обслуговує Процесинговий центр ПУМБ.
Станом на липень 2018 року мережа «Радіус» об'єднує більше 2300 банкоматів 23 банків.
2010—2022

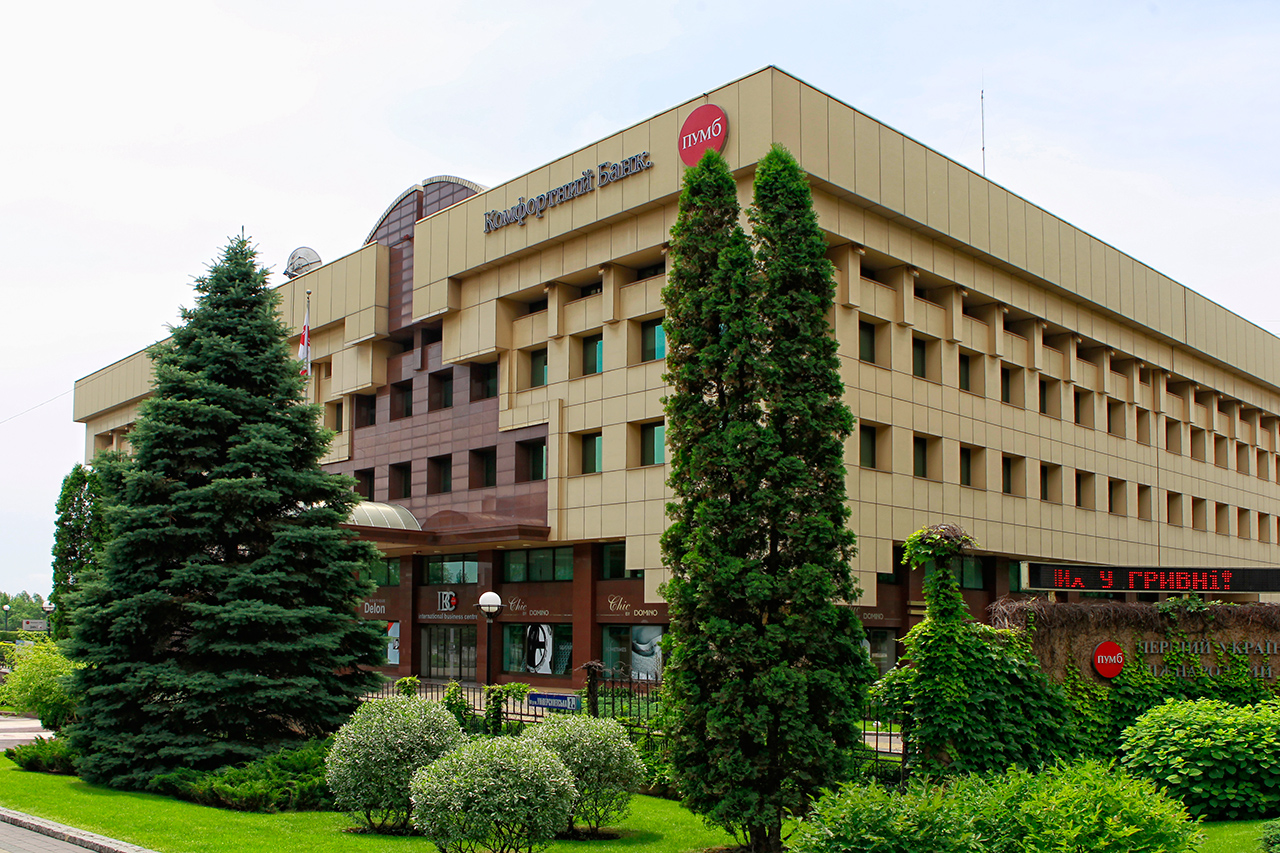
Колишня штаб-квартира банку у Донецьку, 2013

В 2011 році відбулось операційне злиття ПУМБ та Донгорбанк. А в березні 2015 року ПУМБ завершив злиття з банком «Ренесанс Капітал», ставши правонаступником всіх прав та зобов'язань банку Ренесанс Каітал стосовно його клієнтів, партнерів, контрагентів.
У січні 2022 банк планує запустити послугу здійснення SWIFT-платежу на брокера у США з метою купівлі/продажу цінних паперів на фондовому ринку США через застосунок компанії-партнера, Про це повідомив директор департаменту з продажі та розвитку роздрібного бізнесу банку Олександр Щербаха.

### Злиття та поглинання
22 грудня 2010 року НБУ надав дозвіл на проведення реорганізації Донгорбанку шляхом його приєднання до Першого Українського Міжнародного Банку. Операційне злиття банків відбулось 16 липня 2011 року.

## Власники та керівництво

### Керівництво
Головний акціонер банку — ТОВ «СКМ Фінанс» (100 % акціонерного капіталу).
Найвищим органом управління ПУМБ є Загальні збори акціонерів. Наглядова рада банку, яка обирається Загальними зборами акціонерів і є йому підзвітною, забезпечує захист прав акціонерів банку, контролює та регулює діяльність Правління банку. Очолює правління голова правління. З січня 2010 року цю посаду займав Костянтин Вайсман, від жовтня 2012 року його замінив Сергій Черненко.

## Діяльність
ПУМБ — найбільший український банк з приватним капіталом, що  надає всі види банківських послуг. Його діяльність зосереджена на комерційних, роздрібних та інвестиційно-банківських операціях.
ПУМБ входить в ТОП-8 найбільших банків України за версією рейтингу «Financial club» «50 провідних банків України 2018».
Станом на 1 січня 2018 року чистий прибуток банку склав 785,8 млн грн. Активи банку станом на 1 січня 2018 року становили 25,5 млрд грн, з них 5,7 млрд грн — кредитний портфель роздрібного бізнесу, 19,8 млрд грн — кредитний портфель корпоративного бізнесу. Сукупний депозитний портфель склав 37,2 млрд грн.
Із 2010 року банк пропонує послуги онлайн-банкингу, надаючи клієнтам можливість керування своїми фінансами за допомогою комп'ютеру чи мобільного телефону в режимі 24/7 з використанням інструментів «ПУМБ online», мобільного додатку, а з травня 2018 року — ще й месенджеру Viber. В березні 2011 року вийшов мобільний додаток ПУМБ, який дає змогу здійснювати більшість операцій сервісу інтернет-банкінгу «ПУМБ online».

## Фінансова звітність
За 2021 рік ПУМБ отримав прибуток у розмірі 4,188 мільярда гривень.

## Рейтинги та нагороди
У 2010 році ПУМБ увійшов до Рейтингу 1000 найбільших банків світу за версією журналу The Banker, дебютувавши з 905-ї позиції. У 2011 році ПУМБ увійшов до ТОП-10 найбільших банків України за ключовими фінансовими показниками: активи, капітал, кошти клієнтів та кредитний портфель. ПУМБ є одним з найприбутковіших банків в Україні за підсумками діяльності в 2011 році (7-ме місце серед українських банків), показавши одні з найкращих показників повернення на капітал та активи на посткризовому ринку (ROE та ROA). У 2012 році ПУМБ отримав нагороду «Best Banking Group Ukraine» від міжнародного фінансового видання World Finance (Велика Британія). Банк є одним із лідерів за інформаційнною прозорістю серед українських банків згідно з результатами досліджень Агенції фінансових ініціатив та Проекту USAID «Розвиток фінансового сектора», які проведені рейтинговими агентствами Standard & Poor's (2010 р.) та Кредит-Рейтинг (2011 р.).
ПУМБ стабільно утримує позиції одного з найбільших українських банків, посідаючи різні позиції в ТОП-10 щорічного рейтингу «Financial club»:
- № 2 у рейтингу народної довіри «Банки, яким більш за все довіряють» серед ТОП-100 українських банків, згідно з онлайн-голосуванням на сайті газети «ДЕЛО» (серпень 2010 р.)[17]

- № 1 у рейтингу банків за інноваційністю у роботі з приватними клієнтами за версією журналу «Компаньон» (серпень 2010 р.)[18]

- ПУМБ увійшов до рейтингу тисячі найбільших банків світу, опублікованого журналом The Banker (липень 2010 р.). Банк дебютував з 905-ї позиції та став одним з чотирьох українських банків, які потрапили до ТОР-1000 World Banks[12].
- № 1 номінації «Найбільш інноваційний банк року» премії Ukrainian Bankers Awards (грудень, 2011)
- № 1 в номінації «Кращий інтернет-банкінг» за версією Forbes-Україна (вересень, 2011)
- № 1 в рейтингу «Best Banking Groups» видання World Finance (Велика Британія) (червень, 2012)
- № 2 в номінації «Кращий депозитний продукт» премії Ukrainian Bankers Awards (грудень, 2012)
- № 2 в номінації «Кращий інтернет-банкінг» премії Ukrainian Bankers Awards (грудень, 2012)
- № 2 в номінації «Кращий роботодавець банківського ринку» премії Ukrainian Bankers Awards (грудень, 2012)
- № 3 в номінації «Найбільш інноваційний банк» премії Ukrainian Bankers Awards (грудень, 2012)
- № 1 у рейтингу «50 ведущих банков Украины» газети «Коммерсантъ Украина» (березень 2013 р.)[19]
- № 1 у рейтингу банків України, що найбільш динамічно розвиваються у 2011 році, ІА «РБК-Україна» (лютий 2012 р.)[20]
- № 2 рейтингу «Самый „электронный“ банк» за версією ІнвестГазети (червень 2011 р.)[21][22]
- № 1 у рейтингу послуг інтернет-банкінгу серед українських банків за версією журналу «Деньги» в жовтні 2010 року[23]
- № 1 в номінації «Best Customer Service Bank — Ukraine 2014» міжнародної премії IFM Awards. Премія проводиться щорічно виданням International Finance Magazine (Велика Британія).
- № 6 в рейтингу «50 провідних банків України» Financial club "(травень 2014 року)
- № 1 в номінації «Опора МСБ» рейтингу «Фінансовий оскар» журналу «Бізнес» (квітень 2014 року)
- № 3 в рейтингу «50 провідних банків України» Financial club "(травень 2015)
- № 31 в рейтингу «200 найбільших компаній-2015» за версією журналу «Forbes Україна». Серед 12 фінансових установ, які увійшли до рейтингу, ПУМБ знаходиться на третій позиції.
- № 9 в рейтингу «50 провідних банків України» Financial club "(травень 2016)
- № 5 в номінації «Кращий продукт для аграріїв» рейтингу «Фінансовий Оскар» журналу «Бізнес» (листопад 2016)
- № 6 в рейтингу «50 провідних банків України» Financial club "(травень 2017)
- № 8 у рейтингу «50 провідних банків України» Financial club "(травень 2018)
- № 2 в номінації «Аграрний банк» рейтингу «Фінансовий оскар» журналу «Бізнес» (квітень 2017)
- № 3 в номінації «Аграрний банк» рейтингу «Фінансовий оскар» журналу «Бізнес» (квітень 2018)
- № 2 в номінації «Опора МСБ» рейтингу «Фінансовий оскар» журналу «Бізнес» (квітень 2018)
- № 1 в номінації «Кредит готівкою» рейтингу «50 провідних банків України» (травень 2018)
- № 2 номінації «Карткові кредити» рейтингу «50 провідних банків України» (травень 2018)
- № 2 номінації «Ощадний вклад» рейтингу «50 провідних банків України» (травень 2018)
- Карта soloМАНДРІ — «Краща кредитна карта VIP» рейтингу FinAwards (квітень 2018)